# Ringebu
Ringebu este o comună din provincia Innlandet, Norvegia.
Are o suprafață de 1.247,58 km². Populația este de 4.416 locuitori, determinată în 1 ianuarie 2023, prin Folkeregisteret[*].